# Ha Long-bugten
Ha Long-bugten (vietnamesisk: Vịnh Hạ Long) er et vandareal beliggende i Quang Ninh provinsen i Vietnam. Bugten har en kyststrækning på 120 kilometer, og udgør den norvestlige del af Tonkin-bugten.
Bugten, som ligger 170 kilometer øst for Vietnams hovedstad Hanoi, blev i 1994 Vietnams første seværdighed på UNESCOs verdensarvsliste, og har - blandt andet af den grund - tiltrukket mange turister.
- Wikimedia Commons har flere filer relateret til Ha Long-bugten

20°51′N 107°9′Ø / 20.850°N 107.150°Ø